# Arcadyan
Die Arcadyan Technology Corporation ist ein Unternehmen mit Sitz in Hsinchu in Taiwan, das als Auftragshersteller Geräte für Rechnernetze entwickelt und herstellt.
Gegründet wurde Arcadyan 2003 als Joint Venture zwischen dem taiwanischen IT-Hersteller Accton (52 %) und dem niederländischen Philips-Konzern (48 %). Heute ist der taiwanische Hersteller Compal der Haupteigentümer mit drei Vertretern im Vorstand (Chairman und zwei Direktoren), während Accton nur noch mit einem Repräsentanten im Rang eines Supervisors vertreten ist.
Laut Unternehmenswebsite werden von den über 400 Angestellten über 60 % im Bereich Forschung und Entwicklung eingesetzt.
Arcadyan fertigt Geräte für den Breitband-Internetzugang, WLAN und Multimedia. Auf dem deutschen Markt sind Arcadyan-Produkte vor allem als OEM-Geräte anzutreffen, so zum Beispiel verschiedene Router-Modelle der Deutschen Telekom, Telefónica Germany, Vodafone und Swisscom (Schweiz).